# Opéra-ballet
Opéra-ballet var en populär genre inom den franska barockoperan som kombinerade delar av opera och balett. Den särskilde sig från den mer högstämda tragédie en musique, som framför allt Jean-Baptiste Lully praktiserade, genom att innehålla mer dansmusik och handlingen härrörde sig inte nödvändigtvis från den klassiska mytologin. Vidare kunde en opéra-ballet tillåta komik, vilket Lully hade rensat bort från tragédie en musique efter Thésée (1675). Opéra-ballet består av en prolog följd av en serie av självständiga akter (så kallade entrées), ofta löst grupperade kring ett tema. Varje akt kunde uppföras oberoende av de andra och kallades då för actes de ballet. Det första verket i genren anses vara André Campras L'Europe galante från 1697. Senare exempel är Les Indes galantes (1735) och Les fêtes d'Hébé (1739) av Jean-Philippe Rameau.